# زانکت لورنتسن بای شیفلینگ
زانکت لورنتسن بای شیفلینگ (به آلمانی: Sankt Lorenzen bei Scheifling) یک منطقهٔ مسکونی در اتریش است که در مورو واقع شده‌است. زانکت لورنتسن بای شیفلینگ ۴۱٫۹۹ کیلومتر مربع مساحت دارد ۷۹۵ متر بالاتر از سطح دریا واقع شده‌است.